# Wanda Klaff

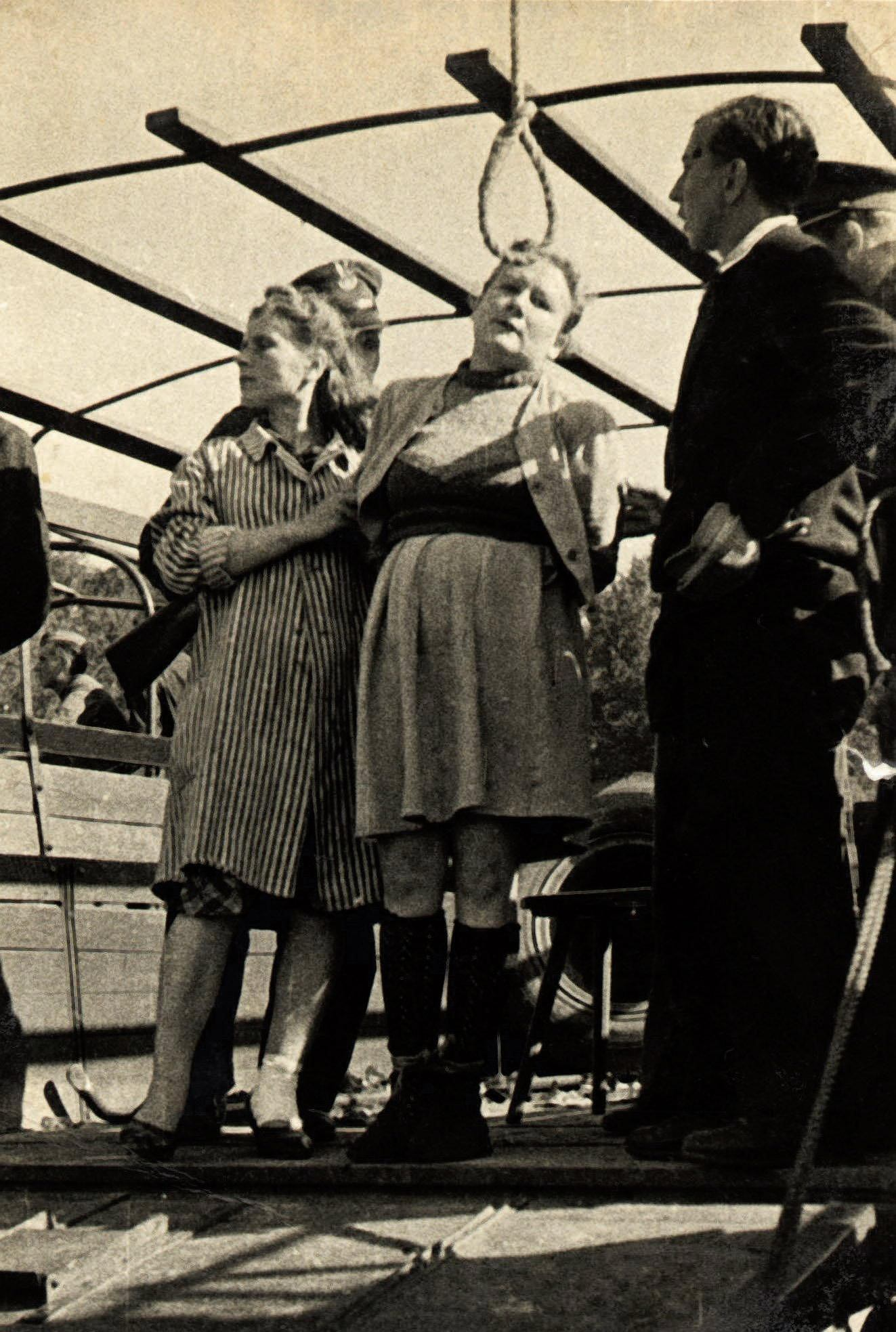
Wanda Klaff kort före avrättningen.

Wanda Klaff, född 6 mars 1922 i Danzig, död 4 juli 1946 i Gdańsk, var en tysk lägervakt och dömd krigsförbrytare. Från 1944 till början av 1945 var hon stationerad i koncentrationslägret Stutthof, beläget omkring 35 kilometer från Danzig. 

## Biografi
Klaff blev 1944 lägervakt i Praust, ett av Stutthofs satellitläger. I oktober samma år var hon vakt i satellitlägret Russoschin. Klaff gjorde sig ökänd för att misshandla lägerfångar.
Vid Stutthofrättegången år 1946 dömdes Klaff till döden genom hängning. Tillsammans med bland andra Johann Pauls, Elisabeth Becker, Gerda Steinhoff, Ewa Paradies och Jenny Wanda Barkmann avrättades hon offentligt vid Biskupia Górka den 4 juli 1946. De dödsdömda fördes fram till galgarna på lastbilsflak och snarorna lades om deras halsar. Därefter körde lastbilarna iväg med följden att de dödsdömda hängdes.